# Sitalcicus novemtuberculatus
Sitalcicus novemtuberculatus – gatunek kosarza z podrzędu Laniatores i rodziny Podoctidae.

## Występowanie
Gatunek endemiczny dla Reunion.